# Station Aigburth
Aigburth is een station van National Rail in Liverpool in Engeland. Het station is eigendom van Network Rail en wordt beheerd door Merseyrail. 